# Hamid Esztili
Hamid Reza Esztili (perzsául: حميد استيلی; Teherán, 1967. április 1. –) iráni labdarúgó-középpályás, edző.